# تیره (زیست‌شناسی)
تیرهیا خانواده (به انگلیسی: Family) (به لاتین familia)، نام یکی از گروه‌ها در دسته‌بندی جانداران است که پس از یک راسته و بالاتر از یک سرده قرار می‌گیرد.
جانوران معمولاً پسوند «ان» دارند مانند چکاوکان که در واژه‌هایی که حرف پایانی آنها «ا» باشد تبدیل به «یان» می‌شود مانند توکایان و برای واژه‌هایی که حرف پایانی آنها «ه» است تبدیل به «گان» می‌شود مانند صعوگان. در گیاهان بر اساس شیوهٔ رایج، معمولاً پسوند «یان» می‌گیرند مانند سوسنیان.

## خانواده‌های پرندگان
شماری از خانواده‌های پرندگان:
- کشیمان Podicipedidae
- لک‌لکان Ciconidae
- مرغابیان Anatidae
- کبوتران Columbidae
- شبگردان Caprimulgidae
- زنبورخواران Meropidae
- هدهدان Upupidae
- چکاوکان Alaudidae
- دم‌جنبانکان Motacillidae
- سنگ‌چشمان Lanidae
- بال‌لاکیان Bombycillidae
- توکایان Turdidae
- سسکان Sylviidae
- پرستویان Hirundinidae
- مگس‌گیران Muscicapidae
- چرخ‌ریسکان Paridae
- کمرکولیان Sittidae
- گنجشکان Ploceidae
- ساران Sturnidae
- کلاغان Corvidae
- سیاه‌خروسان Tetraonidae
- باکلانان Phalacrocoracidae
- شاهینان Falconidae
- بازان Accipitridae
- جغدان (Strigidae)
- جغدان انبار (Tytonidae)